# Mario Valentini
Mario Valentini (Perugia, 2 febbraio 1939) è un politico italiano, sindaco di Perugia dal 1990 al 1995.

## Biografia
In vista delle amministrative del 1990, fu il consigliere ed ex sindaco di Perugia Giorgio Casoli a proporre il nome di Valentini e degli assessori nel programma per il governo della città di Perugia. L'accordo fu raggiunto anche grazie al consenso del Pci, del Psi, del Pri e del gruppo della sinistra indipendente che permise l'allargamento della maggioranza di sinistra al Pri. Designato il sindaco il suo programma fu quello di garantire a Perugia un governo di nuova sinistra riformista e laica, capace di interpretare idee e le aspirazioni di progresso della comunità. Tra i vari argomenti trattati, furono lo sviluppo dell'aeroporto di Sant Egidio, il raddoppio della linea ferroviaria Orte-Falconara, l'asse viario Perugia-Ancona, il potenziamento dell'università, della ricerca e dell'innovazione.
Fa parte della Massoneria.